# Europeiada
A Europeiada é um torneio de futebol para povos indígenas e minorias na Europa. Organizado pela União Federal de Nacionalidades Europeias. A primeira edição foi disputada em junho de 2008, em Survelva, Suíça, senda Tirol do Sul a campeã. Em 2012 o torneio foi realizado na Lusatia, Alemanha, novamente a equipe campeã foi o Tirol do Sul. A terceira edição foi realizada em 2016 no Tirol do Sul, Itália onde os donos da casa conquistaram novamente o titulo.
Em 2016 teve um torneio de futebol feminino onde o Tirol do Sul foi o campeão.